# Yongin Samsung Blueminx
O Yongin Samsung Blueminx é um clube profissional de basquetebol sul-coreano sediado em Yongin, Coreia do Sul. A equipe disputa a Women's Korean Basketball League.

## História
Foi fundado em 1977.

## Títulos

### Domésticos

#### Women's Korean Basketball League
- WKBL

Vitórias (5): 1998 (verão), 1999 (verão), 2000 (inverno), 2001 (inverno), 2006 (verão)
Vice (11): 2002 (verão), 2003 (inverno), 2003 (verão), 2004 (inverno), 2005 (inverno), 2007 (inverno), 2008, 2009, 2010, 2013, 2017
- WKBL Temporada regular

Vitórias (6): 1998 (verão), 1999 (verão), 2000 (inverno), 2002 (verão), 2003 (verão), 2004 (inverno)
Vice (8): 2001 (inverno), 2003 (inverno), 2006 (verão), 2007–08, 2008–09, 2009–10, 2010–11, 2016–17